# ميكاه هايد
ميكاه أنتوني هايد (بالإنجليزية: Micah Anthony Hyde)‏ (مواليد 10 نوفمبر 1974 في أبتون بارك) لاعب كرة قدم جامايكي دولي يجيد اللعب في خط الوسط . يلعب حاليا لصالح نادي بيليريكاي تاون الإنجليزي من سنة 2010 .

## روابط خارجية
- ميكاه هايد على موقع الاتحاد الدولي (مؤرشف)  (الإنجليزية)
- ميكاه هايد على موقع قاعدة بيانات كرة القدم.إي يو (الإنجليزية)
- ميكاه هايد على موقع ناشيونال فوتبول تيمز (الإنجليزية)
- ميكاه هايد على موقع Soccerbase.com (لاعب) (الإنجليزية)
- ميكاه هايد على موقع Soccerway.com (الإنجليزية)
- ميكاه هايد على موقع عالم كرة القدم.نت (الإنجليزية)